# Luciano Sušanj
Luciano Sušanj (* 10. November 1948 in Rijeka, SFR Jugoslawien; † 14. April 2024) war ein jugoslawischer Leichtathlet. 

## Sportliche Karriere
Der 1,85 m große und in seiner Wettkampfzeit 75 kg schwere Sušanj wurde 1974 Europameister im 800-Meter-Lauf.
Seine erste internationale Platzierung erreichte er bei den Europäischen Hallenspielen 1969 in Belgrad, mit der jugoslawischen 4-mal-2-Runden-Staffel wurde er Vierter. Bei den Balkanspielen gewann er 1969 und 1971 den 400-Meter-Lauf. 1973 gewann er den Titel bei den Halleneuropameisterschaften in Rotterdam in 46,38 s.
Danach stieg er auf die 800-Meter-Strecke um. Von 1973 bis 1976 gewann er viermal in Folge bei den Balkanmeisterschaften. Bei den Halleneuropameisterschaften 1974 in Göteborg siegte er in 1:48,07 min. Im Sommer bei den Europameisterschaften in Rom gewann er seinen Vorlauf, wurde aber im Halbfinale nur Zweiter hinter dem 18-jährigen Briten Steve Ovett. Im Finale löste sich Sušanj etwa 220 Meter vor dem Ziel vom Pulk der restlichen Läufer und sprintete ins Ziel, in 1:44,07 min lief er Europameisterschaftsrekord und gewann mit über anderthalb Sekunden Vorsprung auf Ovett. 
Zu den Olympischen Spielen 1976 in Montreal reiste Sušanj als Mitfavorit an. Im Finale konnte er aber dem Weltrekordtempo des Kubaners Alberto Juantorena nicht folgen und wurde in 1:45,75 min Sechster, einen Rang hinter Ovett.

## Politische Karriere
Schon bevor er 1990 seine politische Karriere begann, war Sušanj als Sportfunktionär in Rijeka tätig.
Bei der ersten demokratischen Wahl in Kroatien wurde er ins kroatische Parlament gewählt und war bis 1992 als Abgeordneter tätig. In den 1990er-Jahren war er stellvertretender Bürgermeister von Rijeka und Präsident des Bündnisses von Primorje-Gorski Kotar, einer Regionalpartei, die in der Region Primorje-Gorski Kotar aktiv ist.
Im Jahr 2000 wurde Sušanj erneut ins kroatische Parlament gewählt. Er übernahm die Präsidentschaft des Kroatischen Leichtathletikverbandes und wurde Vizepräsident des Kroatischen Olympischen Komitees.
2002 kandidierte er für das Amt des Präsidenten des Kroatischen Olympischen Komitees, unterlag jedoch Zlatko Mateša. Im Jahr 2003 verließ Sušanj das Bündnis von Primorje-Gorski Kotar aufgrund von Differenzen mit dessen Präsidenten Nikola Ivaniš und schloss sich der neu gegründeten Autonomen Regionalpartei (kroatisch: Autonomna regionalna stranka) an, deren Mitbegründer er war.